# Otročiněves
Otročiněves település Csehországban, a Berouni járásban. Otročiněves Nový Jáchymov, Nižbor és Hudlice településekkel határos. Lakosainak száma 511 fő (2024. január 1.).

## Népesség
A település lakosságának változását az alábbi diagram mutatja:
| Lakosok száma | 649  | 391  | 574  | 560  | 491  | 434  | 513  | 529  | 522  | 511  |
|               | 1869 | 1890 | 1921 | 1950 | 1980 | 2001 | 2017 | 2019 | 2022 | 2024 |